# Takaharu Furukawa
Takaharu Furukawa (古川 高晴?, Furukawa Takaharu; Aomori, 9 agosto 1984) è un arciere giapponese, vincitore della medaglia d'argento nella gara a individuale ai Giochi di Londra 2012.

## Palmarès
- Giochi olimpici

Londra 2012: argento individuale.
Tokyo 2020: bronzo individuale e bronzo a squadre.